# 아흐메트 키레치
아흐메트 키레치(튀르키예어: Ahmet Kireççi, 1914년 10월 27일~1978년 8월 17일)는 튀르키예의 레슬링 선수이다. 1936년 하계 올림픽에서 자유형 미들급 동메달을 획득했고 1948년 하계 올림픽 그레코로만형 헤비급에서 금메달을 획득했다.
올림픽 금메달을 획득한 후 당시 튀르키예 대통령인 이스메트 이뇌뉘의 권유로 성을 고향인 메르신에서 유래한 메르신리(튀르키예어: Mersinli)로 바꿨으며 1978년 메르신에서 교통 사고로 사망했다.